# Abū Ishāq asch-Schātibī
Abū Ishāq Ibrāhīm Ibn Mūsā asch-Schātibī (arabisch إبراهيم بن موسى الشاطبي, DMG Abū Isḥāq Ibrāhīm Ibn-Mūsā aš-Šāṭibī; gestorben 1388) war ein malikitischer Usūl-Gelehrter aus al-Andalus, der vor allem für seine utilitaristische Theorie von den drei „Zwecken der Scharia“ (maqāṣid aš-šarīʿa) sowie die Lehre von dem sogenannten „freigestellten Nutzen“ (maṣlaḥa mursala) im Qiyās-Verfahren bekannt ist. 
Asch-Schātibī entwickelte diese Lehren in seinem rechtstheoretischen Werk al-Muwāfaqāt fī uṣūl aš-šarīʿa („Die Übereinstimmungen bei den Grundlagen der Scharia“) sowie in seinem Werk al-Iʿtiṣām („Das Festhalten“). In al-Muwāfaqāt erklärt asch-Schātibī, dass die religionsgesetzlichen Bestimmungen (aš-šarāʾiʿ) allein zum kurzfristigen und langfristigen Wohl der Menschen aufgestellt seien. Er führt hier die „Zwecke der Scharia“ (maqāṣid aš-šarīʿa) auf drei „universale Prinzipien“ (kullīyāt) zurück, nämlich den Schutz der „notwendigen Dinge“ (ḍarūrīyāt), die Sicherung der „Bedarfsgüter“ (ḥāǧīyāt) und die Förderung der „Verbesserungen“ (taḥsīnāt). Die „notwendigen Dinge“ sind hierbei alles das, was für die Verrichtung der religiösen und weltlichen Angelegenheiten unerlässlich ist, weil bei ihrem Fehlen die weltlichen Dinge ruiniert werden, das Leben in Gefahr ist und auch das jenseitige Heil verloren geht.
In al-Iʿtiṣām zeigt asch-Schātibī den Unterschied auf zwischen Maslaha mursala auf der einen Seite und unzulässigen Neuerungen und „Billigkeitserwägung“ (istiḥsān) auf der anderen Seite. In der Theorie vom Qiyās ist eine Maslaha mursala ein Nutzen im Ausgangsfall, zu dem die religiösen Grundlagentexte keinerlei wertende Aussagen enthalten. Damit eine Handlung als Maslaha mursala gelten kann, müssen nach asch-Schātibī drei Voraussetzungen vorliegen: (1) Sie muss mit den Zwecken der Scharia übereinstimmen, so dass sie keinen ihrer Prinzipien widerspricht; (2) sie muss rational verhältnismäßig sein, so dass sie der Vernunft sofort eingängig ist; (3) sie muss ihren Ausgangspunkt von der Bewahrung einer notwendigen Sache, eines Bedarfsguts oder einer Verbesserung nehmen. Während die Maslaha mursala mit den Zwecken der Scharia übereinstimmt, steht die Bidʿa im Gegensatz zu ihnen. Außerdem betrifft die Bidʿa im Gegensatz zur Maslaha mursala nicht die weltlichen Dinge, sondern den Gottesdienst. Während die Maslaha mursala nach dem Erhalt einer notwendigen Sache oder eines Bedarfsguts strebt oder nach der Beseitigung einer Bedrängnis, ist das Ziel der Bidʿa eine zusätzliche Verpflichtung.
Asch-Schātibī nannte sein Werk al-Muwāfaqāt deswegen so, weil er damit einen Ausgleich der beiden Lehrrichtungen von Abū Hanīfa und dem  Malikiten Ibn al-Qāsim bezweckte. So sollte gezeigt werden, dass hanafitische „Billigkeitserwägung“ (istiḥsān) und malikitische „Orientierung am Gemeinwohl“ (istiṣlāḥ) vom Grundsatz her übereinstimmten. Eine englische Übersetzung des Werks von Imran Ahsan Khan Nyazee erschien 2011 unter dem Titel The reconciliation of the fundamentals of Islamic Law (Reading, UK: Garnet Publishing, ISBN 978-1-85964-267-2).